# La Nonne : La Malédiction de Sainte-Lucie
Série l'univers cinématographique Conjuring
Conjuring : Sous l'emprise du Diable
(2021) Conjuring : L'Heure du jugement
(2025)
Série La Nonne
La Nonne
(2018)
Pour plus de détails, voir Fiche technique et Distribution.
La Nonne : La Malédiction de Sainte-Lucie, ou La Religieuse 2 au Québec, (The Nun II) est un film d'horreur américain réalisé par Michael Chaves, sorti en 2023. Il constitue la suite de La Nonne (2018) et le 10e volet de l'univers cinématographique Conjuring. Le film met en vedette Taissa Farmiga, Storm Reid, Jonas Bloquet et Anna Popplewell. James Wan et Peter Safran reviennent en tant que coproducteurs, et Judson Scott fait également office de producteur.

## Synopsis
Un soir de 1956, à Tarascon dans le sud de la France. Le père Noiret et son enfant de chœur Jacques accomplissent leurs tâches quotidiennes dans l'église de Tarascon. Alors qu’il perçoit une présence inquiétante dissimulée dans la pénombre, le père est soulevé dans les airs par une force invisible et brûlé vif tandis que l'enfant, pris de panique, s’enfuit.
Depuis les événements survenus dans l'abbaye roumaine de Saint-Carta, la sœur Irène Palmer a repris son activité dans un couvent en Italie. Maurice Thériault a trouvé, lui, un emploi dans un pensionnat pour jeunes filles en France. Il s'y est lié d’amitié avec l'institutrice de l'école, Kate, ainsi qu'avec sa fille Sophie. Or le démon Valak rôde. Un matin, dans la réserve de l'établissement, une jeune livreuse surprend Maurice plongé dans un état second avant que la nonne diabolique ne se manifeste et ne lui brise le cou !
Dans son sommeil, sœur Irène, qui possède des dons particuliers, fait un rêve étrange dans lequel son ami Maurice la supplie de le sauver. Le lendemain, elle est à nouveau missionnée par le Vatican pour enquêter sur une série de décès d'ecclésiastiques à travers l’Europe. Si les trois premiers ont pu passer pour des suicides, celui du père Noiret a eu un témoin qui ne laisse pas de doute quant à son caractère surnaturel. La piste remonte comme par hasard jusqu'en Roumanie, là où la sœur a déjà affronté une première fois Valak. Sans l'aide de Maurice, elle y aurait d'ailleurs laissé la vie. C'est donc à contrecœur qu'elle prend le train pour la France, avec, cette fois-ci, pour compagne de voyage, sœur Debra, une novice un peu rebelle qui s'invite dans l'aventure.
Sur place, à peine a-t-elle franchi le seuil de l'église de Tarascon que notre médium a déjà une vision: celle d'un enfant lui tendant un chapelet... Dans les appartements du père Noiret, sœur Debra remarque un tableau mettant en scène une femme énucléée qui présente ses yeux sur un plateau: Sainte-Lucie de Syracuse ! Sœur Irène lui raconte la légende de cette martyre chrétienne du IIIe siècle qui, jetée au feu, n'aurait pas brûlé et dont les yeux auraient été arrachés. Interrogée sur les personnes présentes dans l'enceinte au moment de la mort du père Noiret, Astrid, une sœur de la paroisse, évoque un homme à tout faire qui est parti dès le lendemain des faits. Il venait de Roumanie et on le surnommait "Frenchie" ! Sœur Irène fait aussitôt le rapprochement avec Maurice. Le soir, en cherchant à rattraper Jacques qu'elle croise par hasard et qu'elle reconnaît par le biais de sa voyance, elle est hantée par Valak et a une nouvelle vision, intense, celle-là : Sainte-Lucie dont les yeux sont poignardés par un païen encagoulé à la lueur d'un bûcher ! Sœur Debra retrouve plus tard sa consœur évanouie sur le pavé. Au petit matin, elle informe une Irène un peu chiffonnée qu’elle a reçu le chapelet du père Noiret de la main de l'enfant de chœur. En étudiant cet objet, les sœurs remarquent un emblème semblable à celui du chapelet d'une autre victime. Par chance, sœur Irène connaît quelqu'un dans la région qui pourrait les éclairer sur le sujet.
À l’école, l'innocente Sophie est intimidée par ses camarades de classe et enfermée dans la chapelle désacralisée et scellée du pensionnat. Simone, sa harceleuse en chef, attire son attention sur la représentation d'un bouc sur le vitrail, affirmant que le diable l'observe quand le soleil brille et fait rougeoyer l’œil de l'animal. Pour le défier, elle ne doit surtout pas bouger ni le quitter des yeux sous peine de voir la créature prendre vie. Profitant de son isolement et de sa vulnérabilité, Valak sort de l'ombre pour la tourmenter. L'intervention de Maurice qui délivre la jeune ingénue interrompt son sinistre dessein. Pendant la récréation, Sophie, remise de ses émotions, espionne sa mère qui discute avec son sauveur et constate avec plaisir leur complicité naissante. Elle s'inquiète ensuite de l'attitude étrange de son ami qui se fige dans la cour et semble être plongé dans une sorte de transe. Plus tard, en suivant ce qu'elle pense être sa mère dans les étages, elle tombe nez à nez avec un Valak bien décidé à éliminer ce témoin gênant. Mais la sortie du dortoir de ses camarades oblige le démon à disparaître de nouveau, laissant notre enfant dubitative.
Le soir venu, la directrice de l'établissement, Mme Laurent, n'est pas aussi chanceuse. Intriguée par des bruits suspects en provenance du couloir, elle découvre devant la porte de la chapelle un Maurice mystérieusement inerte et un peu désorienté. Avec tact, elle l'invite à réintégrer sa chambre. Par la suite, elle pénètre dans l'édifice, attirée par une voix et une silhouette lui rappelant son fils Cédric qu'elle a perdu à la suite d'un bombardement pendant la guerre. Las, il s'agit d'un autre stratagème du démon qui la met brutalement à mort à l'aide d'un encensoir transformé en fléau.
Non loin de là, les sœurs se rendent au Palais des Papes d'Avignon où sont conservées les archives de l’Église catholique pour y rencontrer le père Ridley. Il leur apprend que le symbole sur le chapelet du père Noiret correspond à l’emblème familial de Sainte-Lucie. Les yeux de cette martyre lui ont certes été arrachés, mais sa famille les a récupérés et les a transmis de génération en génération. Par ailleurs, l'érudit explique que Valak était jadis un ange et que son bannissement du Paradis lui a fait perdre ses attributs. Sœur Irène suggère alors que le démon tue les descendants de Sainte-Lucie parce qu’il désire s'approprier le pouvoir de cette relique et retrouver ainsi un peu de sa superbe. Selon le bibliothécaire, un certain Jean Paul Redar qui en aurait été le dernier dépositaire, l'aurait cachée dans un monastère devenu au fil du temps le pensionnat pour jeunes filles de Sainte-Marie, à Aix-en-Provence. Non loin de là, donc.
Cet établissement est pour l'instant en deuil: le corps de Mme Laurent a été retrouvé sans vie dans la chapelle. Dans la soirée, pour se remettre de cette journée éprouvante, Maurice prépare le dîner qu'il compte partager avec Kate et sa fille. Alors qu'il danse avec sa collègue sur un air romantique de Juliette Gréco, une nouvelle crise le fait tomber à terre. Penchée sur lui, Kate découvre un crucifix inversé dessiné sur sa nuque: la marque du diable ! Valak a en effet pris possession de ce pauvre homme en Roumanie et depuis il se sert de son corps comme d'un vaisseau pour se rendre d'un lieu à un autre et commettre ses forfaits. Démasqué, il se déchaîne en projetant des objets sur ses victimes.
Parvenues au pensionnat de Sainte-Marie, les sœurs tombent sur Maurice qui tente d'échapper avec Kate et Sophie à cet esprit maléfique. Mais sœur Irène lui dit qu'il est inutile de fuir car le mal est en lui ! Et, de fait, elle assiste impuissante à l'emprise exercée par Valak sur son ami. Possédé, celui-ci tourne les talons et avance d'un pas assuré vers une destination inconnue. Mais avec l'aide de sa collègue, Irène parvient à l'assommer et à l'entraver. Désormais, chaque seconde compte, il leur faut trouver la relique avant Valak ! Où se rendait donc sa marionnette avec autant d'entrain ? Vers la chapelle, bien sûr ! Mais où chercher ? Sophie leur montre le bouc sur la mosaïque et leur explique le rôle joué par le soleil sur le vitrail. Inspirée, Sœur Debra parvient à faire rougeoyer l'œil de l'animal à l'aide d'une lampe torche. La lumière se concentre alors tel un faisceau laser, pointant un emplacement sur le sol. Kate et Irène se mettent aussitôt à creuser à l'endroit indiqué et déterrent une boîte en fer dans laquelle se trouve la relique tant convoitée. Or, à leur insu, le bouc est descendu du vitrail pour renaître dans la réalité sous l'aspect d'une créature hybride mi-homme mi-bête !
Tandis que cette chose effrayante s'en prend, dans leur chambrée, aux pensionnaires endormies, Maurice, libéré de ses chaînes, neutralise sans peine Kate et Irène et se lance à la poursuite de Sophie qui s'est emparé de la précieuse boîte. Leur course échevelée les conduit en haut de la tour du clocher et se termine avec la chute vertigineuse de Maurice dans l'ancienne cave à vin. Sœur Irène rejoint alors Sophie au point d'impact et utilise la relique pour contrer son ami qui repart à l'attaque. Mais, se faisant passer pour mort, l'homme s'empare des yeux luminescents et confère ses pouvoirs à l'entité démoniaque! Ainsi ragaillardi, Valak soulève sœur Irène dans les airs et commence à la faire brûler lentement, se délectant des souffrances de la jeune femme. Il s'ensuit une série de flashs étranges où un lien mystérieux entre Sainte-Lucie, la mère d'Irène et Lorraine Warren semble s'établir avec notre héroïne ! Soudain, un miracle se produit: les flammes s'éteignent et sœur Irène est affranchie de l'étreinte du démon ! Elle se met alors à réciter l’Eucharistie avec sœur Debra ce qui a pour effet de transformer le vin des vieux fûts en sang du Christ ! Au contact de ce breuvage sanctifié qui l'éclabousse, Valak est à nouveau renvoyé aux enfers !
Le lendemain matin, dans la cour du pensionnat, sœur Irène accompagne Maurice qui est apparemment guéri mais elle semble inquiète tandis qu’elle le regarde s'éloigner avec Kate et Sophie.
Dans une scène post-générique, Ed et Lorraine Warren reçoivent un appel du père Gordon qui leur demande de l'aide pour une affaire urgente.

## Fiche technique
Sauf indication contraire, les informations mentionnées dans cette section peuvent être confirmées par les bases de données cinématographiques IMDb et Allociné,  présentes dans la section « Liens externes ».
- Titre original : The Nun 2

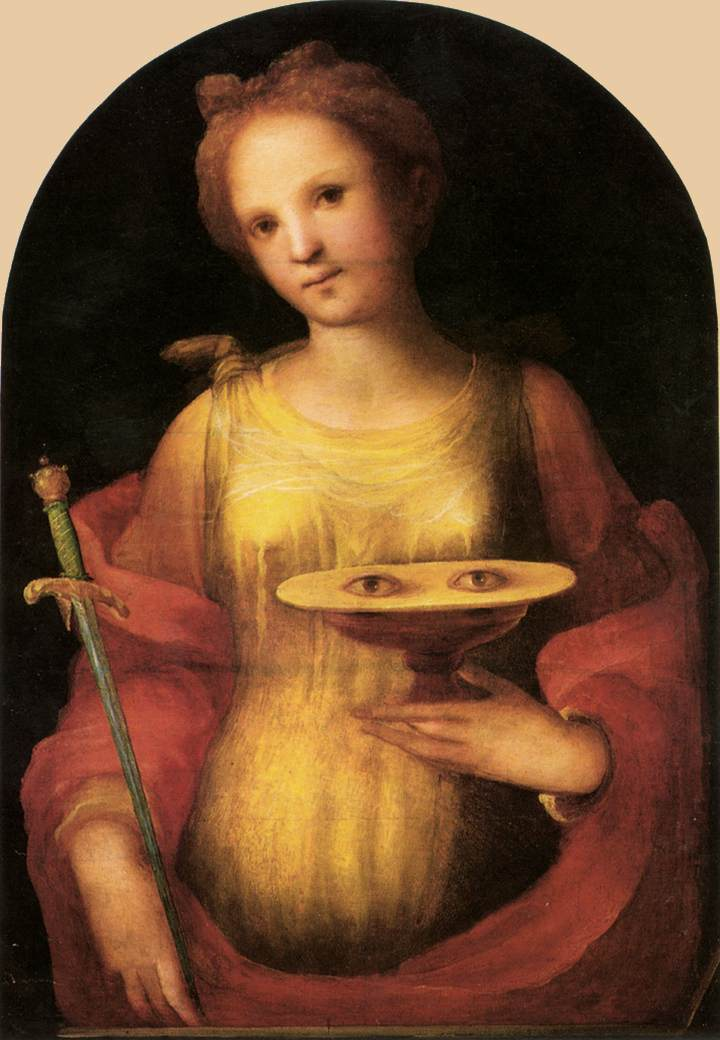
Une version de la Sainte Lucie par le peintre italien Beccafumi est au centre de certaines scènes.

- Titre français : La Nonne : La Malédiction de Sainte-Lucie
- Titre québécois : La Religieuse 2[1]
- Réalisation : Michael Chaves
- Scénario : Ian B. Goldberg, Richard Naing et Akela Cooper, d'après une histoire d'Akela Cooper, d'après les personnages créés par Gary Dauberman et James Wan
- Musique : Marco Beltrami
  - Musiques additionnelles : Brandon Roberts
  - Orchestration : Jonathan Beard, Rossano Galante, Edward Trybek et Henri Wilkinson
  - Montage musical : Angela Claverie et Louie Schultz
- Direction artistique : Alexis McKenzie Main et Dominique Moisan
- Décors : Stéphane Cressend
- Costumes : Agnes Beziers
- Maquillage : Flore Masson et Eleanor Sabaduquia
- Coiffure : Kay Philips
- Photographie : Tristan Nyby
- Son : Jason W. Jennings, John Marquis, Julian Slater
- Montage : Gregory Plotkin
- Production : Peter Safran et James Wan
  - Production exécutive : John Bernard
  - Production déléguée : Richard Brener, Michael Clear, Gary Dauberman, Dave Neustadter, Victoria Palmeri, Michael Polaire et Judson Scott
  - Production associée : Tricia Miles
- Sociétés de production : Atomic Monster et The Safran Company, présenté par New Line Cinema
- Société de distribution : Warner Bros.
- Budget : 38,5 millions de $[2]
- Pays de production :  États-Unis
- Langue originale : anglais
- Format : couleur (ACES) — Digital — 2,39:1 (Panavision)
- Genre : horreur, thriller, mystère
- Durée : 110 minutes
- Dates de sortie[3] :
  - États-Unis, Québec : 8 septembre 2023[1]
  - France, Belgique, Suisse romande : 13 septembre 2023[4],[5],[6]
- Classification[7] :
  - États-Unis : interdit aux moins de 17 ans (R – Restricted)[N 1]
  - France : interdit aux moins de 12 ans[8],[N 2]
  - Belgique : potentiellement préjudiciable jusqu'à 16 ans (KNT/ENA : Kinderen Niet Toegelaten  / Enfants Non Admis)[5],[9],[N 3]
  - Suisse romande : interdit aux moins de 16 ans[10]
  - Québec : 13 ans et plus (violence - horreur) (13+ / 13 years and over)[1]

## Distribution
- Taissa Farmiga (VF : Jessica Barrier ; VQ : Rachel Graton) : sœur Irène Palmer[11]
- Jonas Bloquet (VF : lui-même ; VQ : Éric Bruneau) : Maurice « Frenchie » Theriault[12]
- Storm Reid (VF : Esthèle Dumand ; VQ : Célia Gouin-Arsenault) : sœur Déborah[13]
- Anna Popplewell (VF : Marie Tirmont ; VQ : Kim Jalabert) : Kate, la mère de Sophie[14]
- Bonnie Aarons : la Nonne démoniaque / le démon Valak[15]
- Katelyn Rose Downey (VF : Bianca Tomassian ; VQ : Elia St-Pierre) : Sophie, fille de Kate[14]
- Suzanne Bertish (VF : Marie-Madeleine Burguet) : Madame Laurent
- Gaël Raës (VF : lui-même) : Cedric
- Léontine d'Oncieu (VF : elle-même ; VQ : Laurie Babin) : Simone
- David Horovitch (VF : Michel Voletti) : le cardinal Conroy
- Andrew Morgado : la voix démoniaque (voix)
- Peter Hudson (VF : lui-même ; VQ : Stéphane Jacques) : le père Ridley
- Alexandra Gentil (VF : elle-même) : sœur Astrid

Et dans une courte scène de mi-générique final (extraite de Conjuring : Sous l'emprise du Diable):
- Patrick Wilson (VF : Alexis Victor) : Edward « Ed » Warren
- Vera Farmiga : Lorraine Warren

 Source et légende : version française (VF) sur RS Doublage ; version québécoise (VQ) sur Doublage.qc.ca

## Production

### Genèse et développement
En août 2017, James Wan évoque la possibilité d'une suite de La Nonne et ce que pourrait être son histoire : « Je sais où potentiellement, si La Nonne fonctionne, où La Nonne 2 pourrait mener et comment cela se rattache à l'histoire de Lorraine que nous avons mise en place avec les deux premiers Conjuring et faire en sorte que la boucle soit bouclée »,.
En avril 2019, le producteur Peter Safran annonce qu'une suite est en cours de développement. Safran déclare qu'il y a une sous-intrigue « vraiment amusante » prévue pour le film et ajoute qu'il y a une « inévitabilité à un autre film La Nonne »,. Plus tard ce mois-là, Akela Cooper signe sur le projet en tant que scénariste, tandis que Safran et James Wan sont producteurs.
En février 2022, l'actrice Taissa Farmiga déclare qu'elle a eu des discussions avec Warner Bros. Pictures pour reprendre son rôle du premier film, tout en précisant que les restrictions imposées à l'industrie cinématographique à la suite de la pandémie de Covid-19 ont retardé le projet. En avril, Warner Bros. Pictures annonce officiellement que le film ferait partie de son programme à venir lors du CinemaCon 2022. Le jour suivant, il est annoncé que Michael Chaves va réaliser le film.
En septembre 2022, il est révélé qu'Ian Goldberg et Richard Naing ont contribué en tant que co-auteurs à la dernière version du scénario.

### Attribution des rôles
En avril 2022, James Wan confirme que Bonnie Aarons reprendrait son rôle de Valak. En septembre, Storm Reid est choisie pour le nouveau rôle principal,. En octobre, il est confirmé que Taissa Farmiga et Jonas Bloquet vont reprendre leurs rôles du premier film, tandis qu'Anna Popplewell et Katelyn Rose Downey intègrent la distribution plus tard dans le mois,,,.

### Tournage
Le tournage préliminaire débute le 29 avril 2022,. Le tournage doit initialement commencer le 5 septembre 2022,, mais débute finalement le 6 octobre en France.
La majeure partie de l'histoire se déroule dans le couvent historique des Prêcheurs d'Aix-en-Provence. Les scènes qui se passent à Tarascon ont été filmées en novembre 2022, notamment dans la rue Proudhon.

## Accueil

### Sortie
La Nonne : La Malédiction de Sainte-Lucie est sorti aux États-Unis le 8 septembre 2023, distribué par Warner Bros. et New Line Cinema.

### Box-office
| Pays ou région    | Box-office        | Date d'arrêt du box-office | Nombre de semaines |
| ----------------- | ----------------- | -------------------------- | ------------------ |
| États-Unis Canada | 86 267 073 $      | 16 novembre 2023           | 10                 |
| France            | 1 149 099 entrées | 7 novembre 2023            | 8                  |
| Total mondial     | 268 067 073 $     | -                          | -                  |

## Distinctions
Sauf indication contraire, les informations mentionnées dans cette section peuvent être confirmées par la base de données cinématographiques IMDb,  présente dans la section « Liens externes ».

### Récompenses
- ReFrame 2024 : ReFrame Stamp du meilleur film

### Nominations
- Golden Scythe Horror Awards 2024 :
  - Meilleur réalisateur pour Michael Chaves
  - Meilleure actrice dans un rôle principal pour Taissa Farmiga
  - Meilleure actrice dans un second rôle pour Storm Reid
  - Meilleur scénario adapté
  - Meilleure musique originale
  - Meilleure direction artistique
  - Meilleure bande-annonce pour la "bande-annonce officielle"
  - Meilleur moment dans un film d'horreur
  - Meilleure séquence
  - Meilleur remake ou suite
- International Film Music Critics Award (IFMCA) 2024 : meilleure musique originale pour un film d'horreur / thriller pour Marco Beltrami
- Visual Effects Society Awards 2024 : meilleurs simulations et effets par ordinateur dans un film en prises de vues réelles pour Laurent Creusot, Sébastien Podsiadlo, Michael Moercant et Benjamin Saurine

## Éditions en vidéo
- En France, le film La Nonne : La Malédiction de Sainte-Lucie est sorti en VOD le 10 janvier 2024[4]. Par la suite, le film sort en DVD, Blu-ray et 4K Ultra HD le 24 janvier 2024[37],[38],[39].
- Au Québec, le film est sorti en VSD le 3 octobre 2023, puis en DVD, Blu-ray et 4K Ultra HD le 14 novembre 2023[1].

### Citations originales
1. ↑  (en) « I do know where potentially, if The Nun works out, where The Nun 2 could lead to and how that ties back to Lorraine's story that we've set up with the first two Conjurings and make it all come full circle ».
2. ↑  (en) « really fun ».
3. ↑  (en) « inevitability to another The Nun movie ».